# Nicolas Brazier
Nicolas Brazier (París, 17 de febrero de 1783 - París, 18 de febrero de 1838) fue un compositor, poeta, goguettier y dramaturgo francés.

## Biografía
A pesar de ser hijo de un profesor, autor de libros de primaria, la educación que recibió Brazier fue muy elemental debido a la Revolución francesa. Antes de empezar en el mundo de los vodeviles, se desempeñó como aprendiz de joyero y no fue cuando, posteriormente y aleantado por el poeta Armad Gouffé, empezando a demostrar su talento con los versos. Su primer gran éxito le llegó en 1803 en el Théâtre des Délassements-Comiques, momento en el cual decidió dejar su anterior trabajo para centrarse en el teatro, además de combinar su tiempo libro asistiendo a una escuela con tal de reparar la insuficiencia de su formación.
Brazier llegó a crear un total de más de 200 obras a lo largo de su trayectoria, algunas de las cuales en colaboración con otros populares dramaturgos y goguettiers de la época como Pierre Carmouche, Mélesville y Dumersan entre otros. A pesar de que algunas obras fueron tachadas como vulgares, el tono ingenioso, alegre y vivaz le hicieron gozar de una buena popularidad, acrecentada también gracias a la Société du Cavea, que ha mantenido viva su memoria. 

## Obras destacadas
- 1811, Le Marquis de Carabas, ou le chat botté, en colaboración con Antoine Simonnin (estrenada por primera vez en el Théâtre de la Gaîté).
- 1816:
  - La Fin Du Monde, Ou Les Taches Dans Le Soleil, en colaboración con Jean-Toussaint Merle y M.A. Lafortelle.
  - Les Deux Philiberte ou Sagesse et folie, en colaboración con Jean-Toussaint Merle y Théophile Marion Dumersan (estrenada por primera vez en el Théâtre de la Porte-Saint-Martin).
- 1821:
  - Le garde-chasse de Chambord, en colaboración con Jean-Toussaint Merle y Michel-Nicolas Balisson de Rougemont (estrenada por primera vez en el Théâtre des Variétés).
  - Les moissonneurs de la Beauce, ou le soldat laboureur, en colaboración con Théophile Marion Dumersan y MM Francis (estrenada por primera vez en el Théâtre des Variétés).
- 1822, Sans tambour ni trompette, en colaboración con Jean-Toussaint Merle y Pierre Carmouche (estrenada por primera vez en el Théâtre des Variétés).
- 1824, Le Grenadier de Fanchon, en colaboración con Emmanuel Théaulon y Pierre Carmouche (estrenada por primera vez en el Théâtre des Variétés).
- 1831, Le Philtre champenois, en colaboración con Mélesville (estrenada por primera vez en el Théâtre du Palais Royal).
- 1835:
  - Le porteur des halles, en colaboración con Frédéric de Courcy y Théophile Marion Dumersan (estrenada por primera vez en el Théâtre de la Gaîté)
  - Anacharsis, ou Ma Tante Rose, en colaboración con Frédéric de Courcy y Emmanuel Théaulon (estrenada por primera vez en el Théâtre du Vaudeville).

## Otros trabajos
- 1838, Histoire des petits théâtres de Paris.